# Calypso (álbum)
Calypso é o terceiro álbum de estúdio do cantor, compositor e actor norte-americano Harry Belafonte. Foi lançado em 1956 e distribuído pela editora discográfica RCA Victor. A produção do disco ficou a cargo de Ed Welker, Herman Diaz Jr. e Henri René.

## Desempenho comercial
Na semana após o seu lançamento nos Estados Unidos em 1956, Calypso estreou na primeira posição da tabela musical de álbuns Billboard 200 a 8 de Setembro do mesmo ano. Ocupou a posição por quatro semanas consecutivas e depois ficou a flutuar nas dez melhores colocações. A 20 de Outubro, voltou à posição, que ocupou por sete semanas consecutivas, perdendo o lugar a 8 de Dezembro para o álbum Elvis, do cantor Elvis Presley. Calypso voltou ao número um nos Estados Unidos na semana que terminou a 12 de Janeiro de 1957, tendo ocupado o posto por vinte semanas consecutivas. Para o mercado brasileiro, o álbum foi lançado somente alguns meses depois, em meados de 1957.
Calypso foi o primeiro álbum da história musical a vender mais de um milhão de exemplares.
| País — Tabela musical (1956-1957) | Posição de pico |
| --------------------------------- | --------------- |
| Estados Unidos — Billboard 200    | 1               |

## Alinhamento de faixas
1. "Day-O" (Banana Boat Song) (William Attaway, Harry Belafonte) – 3:02
2. "I Do Adore Her" (Lord Burgess) – 2:48
3. "Jamaica Farewell" (Lord Burgess) – 3:02
4. "Will His Love Be Like His Rum?" (Attaway, Belafonte) – 2:33
5. "Dolly Dawn" (Lord Burgess) – 3:13
6. "Star-O" (Attaway, Belafonte) – 2:02
7. "The Jack-Ass Song" (Lord Burgess, Attaway) – 2:52
8. "Hosanna" (Lord Burgess, Attaway) – 2:34
9. "Come Back Liza" (Lord Burgess, Attaway) – 3:03
10. "Brown Skin Girl" (Norman Span) – 2:43
11. "Man Smart (Woman Smarter)" (Norman Span) – 3:31